# Proeme lyciformis
Proeme lyciformis là một loài bọ cánh cứng trong họ Cerambycidae.